# Бре-Дюн
Бре-Дюн (фр. Brey-Dunes) — коммуна во Франции, регион О-де-Франс, департамент Нор, округ Дюнкерк, кантон Дюнкерк-2, в 12 км от центра Дюнкерка, у границы с Бельгией. Является самой северной коммуной Франции, на её территории находится самая северная географическая точка Франции.
Население (2017) — 4 483 человека.

## Достопримечательности
Природный парк «Дюны Маршана» (fr:Réserve naturelle nationale de la Dune Marchand)

## Экономика
Структура занятости населения:
- сельское хозяйство — 3,7 %
- промышленность — 3,4 %
- строительство — 3,6 %
- торговля, транспорт и сфера услуг — 41,9 %
- государственные и муниципальные службы — 47,4 %

Уровень безработицы (2013) — 17,9 % (Франция в целом — 12,8 %, департамент Нор — 17,2 %). 

Среднегодовой доход на 1 человека, евро (2013) — 20 530 (Франция в целом — 25 140, департамент Нор — 18 575).

## Демография
Динамика численности населения, чел.

## Администрация
Пост мэра Бре-Дюна с 2020 года занимает Кристин Гийот (Christine Gilloots). На муниципальных выборах 2020 года возглавляемый ею правый список одержал победу в 1-м туре, получив 32,58 % голосов (из четырех списков).
| Период | Период | Фамилия        | Партия                  | Примечания                                |
| ------ | ------ | -------------- | ----------------------- | ----------------------------------------- |
| 1971   | 1989   | Жильбер Лобеде |                         |                                           |
| 1989   | 2014   | Клод Мартель   | Социалистическая партия | вице-президент ассоциации коммун Дюнкерка |
| 2014   | 2020   | Катрин Верлинд | Разные правые           | вице-президент ассоциации коммун Дюнкерка |
| 2020   |        | Кристин Гийот  | Разные правые           |                                           |

## Галерея

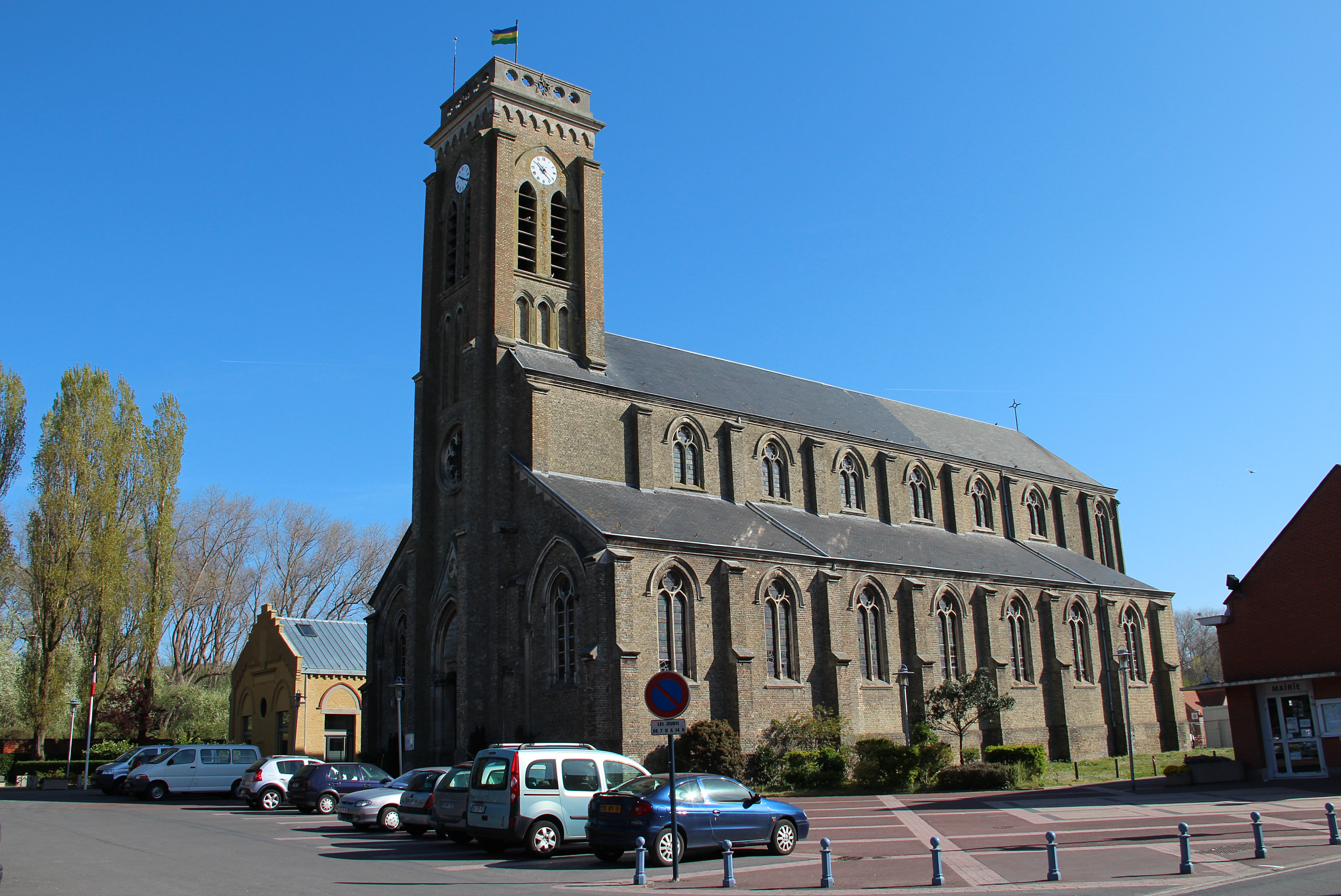
Церковь Нотр-Дам-в-дюнах
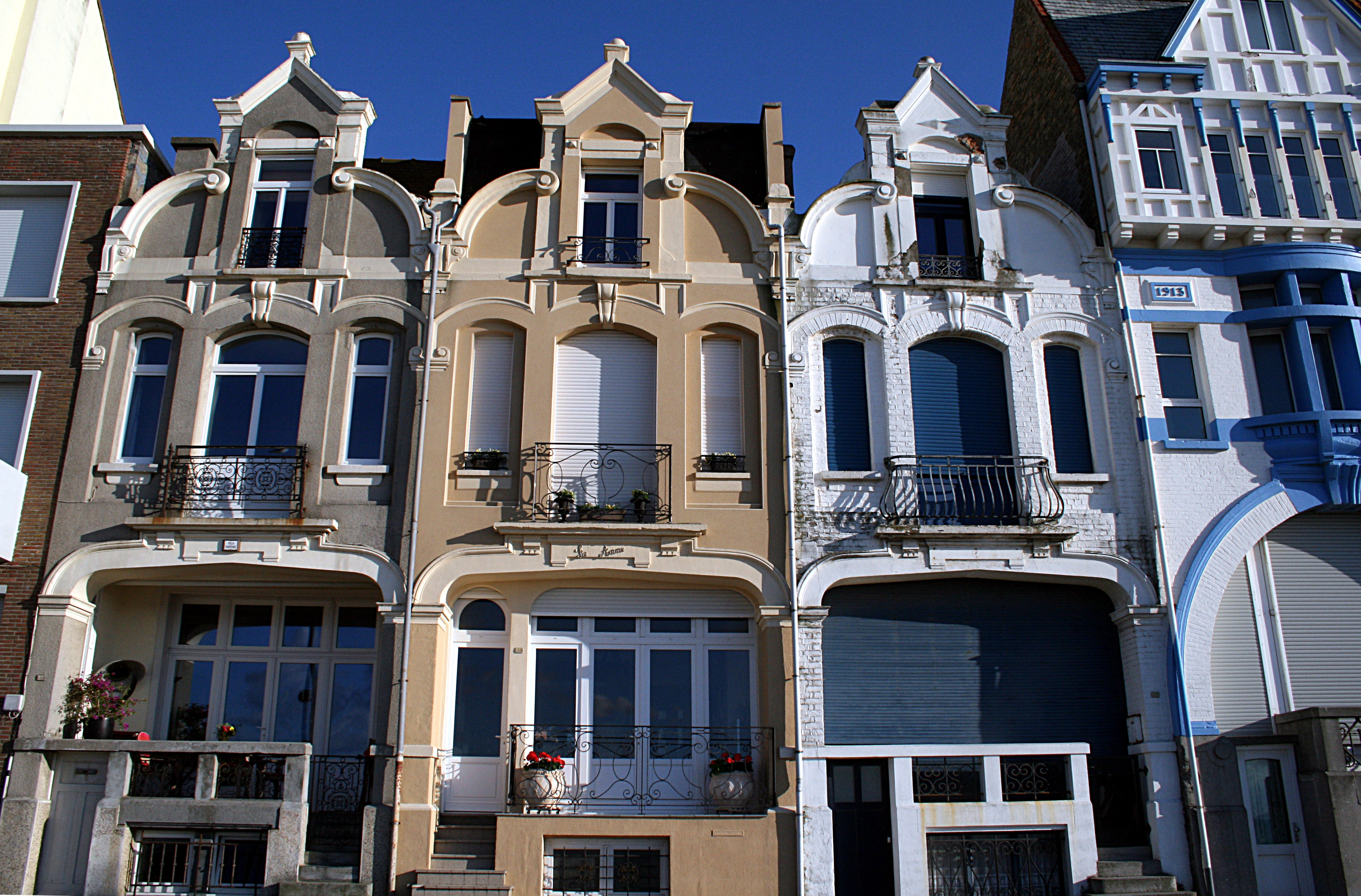
Виллы на побережье
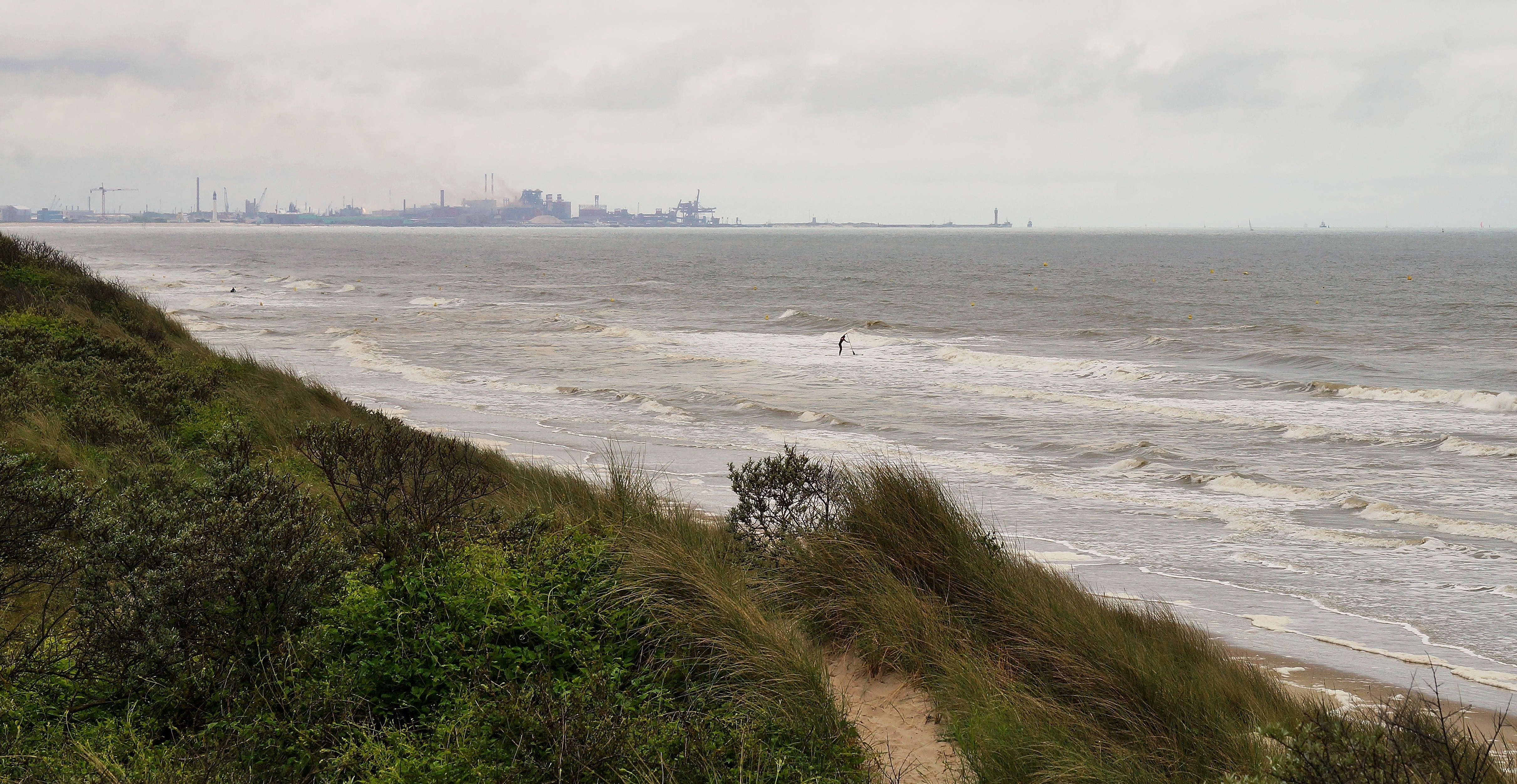
Дюна Маршана